# Marvin Baudry
Marvin Baurdy (Reims, 26 gennaio 1990) è un calciatore francese naturalizzato congolese (Repubblica del Congo), difensore dell'Orléans.

## Carriera

### Nazionale
Ha esordito in Nazionale nel 2014.

## Palmares

### Club

#### Competizioni nazionali
- Coupe de Belgique: 1

Zulte Waregem: 2016-2017